# Brigitte Streubel
Brigitte Streubel (nascida em 27 de janeiro de 1950) é uma ex-modelo,  ex-atriz e autora alemã. Ela é, em particular, conhecida por ser membro do Der Harem - descrito de várias maneiras como uma "comunidade virtual de mulheres" ou um "grupo de autodescoberta" - em torno de Rainer Langhans.

## Vida
Streubel nasceu no noroeste da Baviera e cresceu em Hagen, na região do Ruhr. Aos dezenove anos, ela já havia trabalhado um ano como modelo em Düsseldorf, tendo sido destaque em várias publicações, incluindo a de grande circulação, como a Revista "Brigitte junior". Em 1969, aceitou o convite de uma importante agência de Paris, o que acabou servindo de base de lançamento para uma carreira como modelo internacional, trabalhando entre 1969 e 1976 em Milão, Roma e Londres.
Em 1972, Streubel conheceu Rainer Langhans e seu colega da comuna "K1", Uschi Obermaier, ambos os quais eram (e continuam sendo) membros politicamente engajados da "Geração '68". Os três se uniram em 1976 com a fotógrafa Anna Werner e o polímata dramático Jutta Winkelmann para estabelecer uma "comunidade viva experimental" em Munique - em muitos aspectos, uma pequena comuna própria - que ficou conhecida como O Harém e recebeu níveis significativos da atenção da mídia ao longo dos anos. A eles se juntaram em 1978 a cineasta e jornalista Christa Ritter e em 1991 a irmã gêmea de Jutta Winkelmann, a escritora e fotógrafa Gisela Getty. O foco principal deste experimento na vida comunitária em Munique - Schwabing por Rainer Langhans e as cinco mulheres é espiritual. Ele perdurou.
Seu primeiro papel no palco veio em 1974, quando ela apareceu no drama de Ulli Lommel, "Wachtmeister Rahn" (1974, Sargento Rahn, em tradução literal) que teve como tema principal um policial assassino. Ela também apareceu brevemente em um dos filmes de cinema de Lommel, "Der Zweite Frühling" (1975 - "Segunda Primavera" ), no qual Curd Jürgens assumiu o papel principal. Em 1978, ela apareceu como uma "Eva" no drama de televisão de Uschi Reich "Keiner kann was dafür" (vagamente "Ninguém pode fazer nada a respeito" ), também atuando como figurinista da produção. Em 1979, participou do curta-metragem "Smash - Gefahr aus der Unendlichkeit" ("Smash - O perigo do infinito" ), dirigido por Gisela Weilemann. Trabalhou como assistente do diretor Dominik Graf em 1989 na comédia "Tiger, Löwe, Panther" (Tigre, Leão e Pantera).
Streubel também trabalha como professora de ioga, e desde 1982 trabalha com produção de vídeos. Em 2007 ela publicou o vídeo "Os cinco Ritos Tibetanos" com contribuições da autora e tradutora Maruscha Magyarosy (que é outra professora de ioga). Ela também fez contribuições para um livro produzido por Bärbel Schäfer e Monika Schuck intitulado "O segredo da felicidade: Casais em seu sucesso no amor" ).

## Política
Brigitte Streubel é membro do Partido Pirata desde 2012.